# L'Incinérateur de cadavres
Pour plus de détails, voir Fiche technique et Distribution.
L'Incinérateur de cadavres (en tchèque et slovaque Spalovač mrtvol) est un film d'horreur psychologique de comédie noire satirique de la nouvelle vague tchécoslovaque réalisé par Juraj Herz et sorti en 1969.

## Synopsis
M. Kopfrkingl est un employé modèle. Incinérateur de cadavres de son état, il exerce son métier avec amour. Il aime ses morts, il est heureux de libérer les âmes et souhaite, par amour de son prochain, à tous une mort prochaine. À la veille de la Seconde Guerre mondiale, un ami nazi le persuade qu'il doit avoir du sang allemand dans les veines. Et M. Kopfrkingl se prend à rêver d'une race pure, à commencer dans sa propre famille. Son crématoire va pouvoir tourner à plein régime.

## Fiche technique
- Titre : L'Incinérateur de cadavres
- Titre original : Spalovač mrtvol
- Réalisation : Juraj Herz
- Scénario : Ladislav Fuks et Juraj Herz, d'après le roman éponyme de Ladislav Fuks
- Cameraman : Stanislav Milota (cs)
- Musique : Zdeněk Liška
- Langue : tchèque
- Format : noir et blanc — 1,66:1 — 35 mm
- Genre : drame
- Date de sortie : 
  - Tchécoslovaquie : 14 mars 1969

## Distribution
- Rudolf Hrušínský : Kopfrkingl
- Vlasta Chramostová : Lakmé / Dagmar
- Jana Stehnová : Zina
- Milos Vognic : Mili
- Zora Bozinová : Reinkeová
- Ilja Prachař : Walter Reineke
- Eduard Kohout : Bettleheim
- Jiří Menzel : Dvořák
- Míla Myslíková : la femme stupide
- Vladimír Menšík
- Jiří Lír : Strauss
- Václav Stekl
- Helena Anýzová